# Felice Riccio

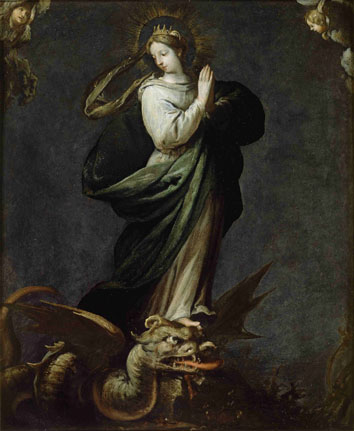
Sankta Margareta av Antiochia av Felice Riccio.

Felice Riccio eller Felice Brusasorci, född omkring 1542 och död 1605, var en italiensk konstnär, son till konstnären Domenico Riccio.
Riccio var verksam i Florens och Verona, och arbetade stilmässigt ganska nära sin far.